# L'Étoile noire (roman)
Pour les articles homonymes, voir Étoile noire.
Ne doit pas être confondu avec la nouvelle L'Étoile noire
L'Étoile noire (titre original : Death Star) est un roman de science-fiction écrit par Michael Reaves et Steve Perry. L'histoire prend place dans l'univers de Star Wars.
Elle raconte la construction de l'Étoile noire, une gigantesque station spatiale de combat, qui apparaît pour la première fois dans Star Wars, épisode IV : Un nouvel espoir.

## Publications et traductions
Publié aux États-Unis par Del Rey Books en 2007,, il a été traduit en français et publié par les éditions Fleuve noir en 2008,. Ce roman, se déroulant dans l'univers étendu de Star Wars, décrit la construction de l'Étoile noire, apparue dans le film Star Wars, épisode IV : Un nouvel espoir. 

## Synopsis
L'Étoile noire est une gigantesque station spatiale capable d'annihiler une planète, construite sous l'ordre du dirigeant du tout nouvel Empire, l'Empereur Palpatine. Alerté de la possibilité d'une rébellion, Palpatine avait prévu que l'Étoile noire instillerait la peur à travers la galaxie, tout en lui offrant une arme inestimable pour détruire ses ennemis. L'architecte du projet était Wilhuff Tarkin. Le roman dévoile les manœuvres politiques derrière cette énorme station, depuis sa construction jusqu'à sa destruction. Le lecteur suit les points de vue de plusieurs personnages, d'origines totalement différentes, dont les destins finissent par se croiser sur l'Étoile noire.

## Personnages
- Atour Riten : (Humain mâle) Commandant impérial de la Marine , Chef Documentaliste, il utilise les connaissances qu'il a gagnées en travaillant dans les bibliothèques pour garder ses ennemis à l'oeil, ou hors de son chemin. Il prévoit un plan pour fuir l'Étoile noire avec Ratua, Uli, Memah, Stihl, Rodo, Teela, et Vil après la tragédie d'Alderaan. Il a un certain respect pour Stihl en raison de ses connaissances philosophiques. Il meurt dans l'explosion de Étoile noire, permettant aux autres de s'échapper.
- Celot Ratua Dil : contrebandier condamné, il est arrêté dans un raid pirate et est incarcéré à vie sur la planète-prison Despayre. Il s'en échappe, rejoint l'Étoile noire et s'y cache sous le nom de Teh Roxxor. Il tombe sous le charme de Memah, qu'il rencontre à la cantina du Cœur Dur. Sa capacité à disposer soudainement d'incroyables réflexes en combat laisse entendre qu'il serait sensible à la Force. Bien qu'il ait choisi la vie de contrebandier par goût du risque, sa famille est en réalité fortunée.
- Amiral Conan Antonio Motti : (Humain mâle) Amiral impérial de la Marine, connu dans l'univers Star Wars comme l'homme que Dark Vador étrangle au début de l'Episode IV.
- Amiral Natasi Daala : (Humain femelle) Amiral impérial de la Marine, dans ce livre, elle rend visite à Tarkin pour une "raison personnelle" et est gravement blessée à la tête durant la bataille contre l'Alliance rebelle. Le Dr Divini est l'un des trois docteurs à effectuer sa chirurgie. Il est mentionné que ses blessures pourraient avoir causé des dommages cérébraux irréversibles.
- Dark Vador : (Humain mâle) Seigneur noir des Sith. Dark Vador vient inspecter les avancées sur le projet d'Étoile noire, et reste finalement un moment après la capture de la Princesse Leia.
- Kornell "Uli" Divini : (Humain mâle) Capitaine du Corps Chirurgical impérial, dans ce livre, il est transféré sur l'Étoile noire pour cause de manque de personnel. Il s'attire des ennuis après avoir recherché des informations sur les midi-chloriens pour le compte du Sergent Stihl et est sur le point d'être placé en détention lorsqu'une frappe rebelle durant la Bataille de Yavin fait exploser le mur, tuant ses gardes. Il rejoint ensuite les autres et s'échappe. Après la destruction de l'Étoile noire, il décide de rejoindre la rébellion. Il est l'un des trois docteurs à mener une opération chirurgicale sur l'Amiral Daala.
- Memah Roothes : (Twi'lek femelle) Elle est tenancière de son propre pub dans le Sous-sol Sud de la Cité Impériale (anciennement [Coruscant]), lorsque son pub et tous les commerces du bloc sont la proie d'un mystérieux incendie, supposément pour des histoires d'assurance. Elle trouve un travail sur l'Étoile noire, rencontre Ratua, et s'enfuit avec le reste du groupe.
- Nova Stihl : (Humain mâle) Sergent des gardes de la Marine impériale, il a étudié différentes philosophies et le Teräs Käsi, qu'il enseigne aux prisonniers sur Despayre et, après son transfert sur l'Étoile noire, aux personnes y habitant. Il est sensible à la Force, rongé par les visions de sa propre mort et de celle des gens sur Despayre et Alderaan. Sa capacité à utiliser la Force est supérieure à celle de Ratua car les résultats de son test sanguin montrent qu'il possède le double de midi-chloriens qu'une personne normale. Nova et Rodo sont tués sur l'Étoile noire en retardant un groupe de stormtroopers, permettant aux autres de s'enfuir.
- Rodo : videur dans les deux bars de Memah. Très massif, il a cependant étudié plusieurs arts martiaux. Rodo devient ami avec Nova Stihl en raison de leur habileté aux arts martiaux. Il aide également à préparer la fuite de l'Étoile noire. Rodo et Nova meurent en faisant diversion pour permettre aux autres de s'enfuir.
- Teela Kaarz : (Mirialan femelle) architecte, reconnue coupable de trahison pour avoir été du mauvais côté d'un débat politique. Elle est envoyée travailler sur l'Étoile noire car, avant son incarcération, elle était une architecte reconnue dans la galaxie entière. Ironiquement, elle trouve la faille que l'Alliance rebelle exploite et tente de la faire corriger, mais le protocole ne lui permet pas de modifier les plans. Elle s'éprend de Villian Dance, et après la destruction de la station, ils rejoignent tous deux la rébellion.
- Tenn Graneet : (Humain mâle) Chef principal de l'artillerie de la Marine impériale, il est responsable de la séquence de tir du superlaser de l'Étoile noire. Il commence son travail avec impatience et confiance, mais après avoir détruit Alderaan, il est rongé par la culpabilité. Tenn essaie de retarder le tir du superlaser du Yavin 4 lors de la Bataille de Yavin, ce qui offre à Luke Skywalker la seconde dont il a besoin pour détruire la station.
- Villian "Vil" Dance : (Humain mâle) Lieutenant de la Marine impériale, pilote de TIE hors-pair, recruté sur l'Étoile noire. Après une bataille contre l'Alliance rebelle qui ressemblait plutôt à une mission suicide, Vil commence à douter du fonctionnement de l'Empire galactique. Après l'utilisation du superlaser sur Alderaan, il se rend compte de la malfaisance de l'Empire et s'enfuit. Il est possible qu'il soit sensible à la Force car il échappe à Dark Vador. Il est amoureux de Teela Karz et ils rejoignent ensemble la rébellion à la fin.
- Wilhuff Tarkin : (Humain mâle) Grand Moff de la Marine impériale, il est responsable du projet d'Étoile noire et en devient le commandant lorsque la station est terminée. Il ne répond qu'aux ordres de Palpatine en personne et pense que l'Étoile noire représente le pouvoir ultime dans tout l'univers, faisant de lui, par association, l'homme le plus puissant de la galaxie. À cause de sa confiance démesurée dans l'indestructibilité de l'Étoile noire, il refuse de lancer une couverture de chasseurs vers Yavin, ce qui permet aux rebelles de détruire la station.